# Interakce člověka a počítače
Interakce člověk-počítač (taktéž human-computer interaction, HCI) chápeme jako výzkumnou oblast studující určitý druh komunikace, jejímž cílem je přenášení informací mezi člověkem (programátorem, operátorem nebo uživatelem) a počítačem, a to na základě předem nastavených pravidel. Výzkumníci studující tuto oblast sledují způsob interakce lidí s počítači a na základě pozorování navrhují technologie, které lidem umožňují interakci s počítači novými způsoby. Informace mohou být mezi těmito dvěma stranami přenášeny jako vstupy i výstupy mnoha způsoby, a to za pomoc počítačových periferií (klávesnice, mikrofonu, tiskárny, monitoru...).
Jako oblast výzkumu se HCI nachází na průsečíku počítačových věd, behaviorálních věd, designu, mediálních studií a mnoha dalších studijních oborů, můžeme tedy říci, že se jedná o multidisciplinární obor. Z pohledu informační vědy se HCI věnuje tvorbě, designu a testování použitelnosti informačních systémů a uživatelských rozhraní s cílem snadné přístupnosti a intuitivního prostředí v souvislosti s cílovou skupinou uživatelů daných systémů.

## Příklady

### Chatbot/asistent
Interakcí člověka s počítačem se rozumí i komunikace v podobě chatování nebo využívání počítače či telefonu jako asistenta.
Jedním z prvních programů je ELIZA, experimentální chatbot z roku 1964. Je založen na třech datových strukturách. Základní konstantní datovou strukturou je slovník klíčových slov, na která je vhodné v dialogu reagovat. Každé slovo je ohodnoceno váhou a je mu přiřazena zásoba možných reakcí. Do druhé konstantní struktury patří seznam náhradních reakcí, které je možné použít bez ohledu na to, co říká pokusná osoba.
Chatboti jsou nasazování na webech jako pomocníci pro zákazníky. V telefonu jsou nazývani jako asistenti (Siri, Google Asistent atd.). Nejnovější chatboti jsou založeni na velkých jazykových modelech vytvořené díky transformátorům (ChatGPT, Bing Chat, Google Bard).

## Historie
Na popularizaci oboru HCI se nejvíce podíleli v 80. letech Stuart K. Card, Allen Newell a Thomas P. Moran ve své knize The Psychology of Human-Computer Interaction, první známé užití termínu human-computer interaction je ale zaznamenané již v roce 1976 a to Jamesem Carlislem.